# Us enganyaria, jo?
Us enganyaria, jo? (títol original: La Vérité si je mens !) és una film francès dirigida per Thomas Gilou, rodada l'any 1996 i estrenada l'any 1997. Ha estat doblada al català. Va aconseguir dues nominacions als Premis César 1997.

## Argument
Édouard «Eddie» Vuibert (Richard Anconina) és un jove aturat que camina amb passos llargs pels carrers de París amb l'esperança de trobar treball. Intentant escapar a dos estafadors després d'haver guanyat al seu joc de triler, topa amb Victor Benzakhem (Richard Bohringer), amo jueu del magatzem de tèxtil (American Dream) al Barri del Sentier. Veient un collaret que representa una Estrella de David per terra, Benzakhem contracta el jove pensant erròniament que és de confessió jueva, ja que el collaret pertanyia a un dels dos estafadors.
En principi simple operari de magatzem, Eddie arriba a venedor i escala a poc a poc els graons de l'empresa. S'apropa a la filla de l'amo, Sandra (Amira Casar). Fent-se passar per un jueu pels seus amics i per Sandra, el jove acaba per muntar la seva pròpia empresa amb l'ajuda de Dov (Vincent Elbaz) i Yvan (Bruno Solo), cosa que no és el gust de Benzakhem…

## Repartiment
- Richard Anconina: Édouard Vuibert anomenat Eddie, aturat no jueu, operari de magatzem, venedor i després amo
- Richard Bohringer: Victor Benzakhem, amo de l'empresa de tèxtil, home de negocis de la vella escola
- Amira Casar: Sandra Benzakhem, filla de Victor
- Vincent Elbaz: Dov Mimran, venedor de Victor, millor amic i després associat d'Eddie
- Aure Atika: Karine Benchetrit, amant de Dov
- Élie Kakou: Rafi Stylmod
- José Garcia: Serge Benamou
- Bruno Solo: Yvan Touati
- Gilbert Melki: Patrick Abitbol
- Anthony Delon: Maurici Aflalo
- Sabrina Van Tassel: Muriel, amiga de Karine
- Victor Haïm: el Rabí
- Isaac Sharry: Robert, cunyat de Dov
- Gladys Cohen: La mare de Dov
- Valérie Benguigui: Elie, germana de Dov i dona de Robert
- Guy Amram: "René ulls blaus"
- Christophe Le Masne: Vanier
- Gilbert Levy: El cunyat de Victor

## Gènesi del projecte
Al principi, el guió del film havia de ser tret del llibre escrit per Michel Munz, Rock Casher, novel·la sobre els Sefardites del barri de Sentier vist per un pianista asquenaquita, editada l'any 1988. A través de la societat Vertigo, els productors Aïssa Djabri, Farid Lahouassa i Manuel Munz (cap enllaç de parentiu amb Michel) compren una opció sobre el llibre. Però, per falta de diners, el film no veurà mai el dia.
El 1993, Michel Munz treballa a partir d'aleshores amb Gérard Bitton, el seu coguionista i amic. La idea de transposar Rock Casher és abandonada, però no la d'escriure una comèdia sobre els jueus del Sentier. Un productor hi està interessat però abandona després. «A l'època, recorda Gérard Bitton, parlar de la comunitat jueva que d'aquesta manera trencava tabús: voluntat de guanyar diners, el cul…». Va decidir que el personatge principal del film estaria inspirat en els inicis de Mehmood Bhatti a París.
El 1995, retorn a la societat Vertigo i el trio de productors s'ho pren seriosament, gràcies a l'èxit del Perill jove de Cédric Klapisch. També produeix Raï, de Thomas Gilou, a qui confia la realització de La vérite si je mens. « Aprecio la seva preocupació pel realisme », diu Aïssa Djabri.

## Càsting
El paper de Eddie en principi estava assignat a Bruno Solo, llavors poc conegut pel gust dels productors. En el seu lloc es selecciona Guillaume Depardieu, víctima després d'un accident de moto, a continuació Antoine de Caunes, que prefereix actuar a la Divina Persecució de Michel Deville. És també proposat Albert Dupontel quan Richard Anconina, a qui se li proposa una participació com a estrella convidada, demana interpretar Eddie i obté el paper.
El director havia proposat Yvan Attal de participar-hi però aquest últim ho rebutja. El director també havia proposat a Dominique Farrugia i Jean-Pierre Bacri per uns papers, però tots dos igualment han rebutjat, trobant els papers massa caricaturescos.